# Пишково
Пишково (пол. Pyszkowo) — село в Польщі, у гміні Ходеч Влоцлавського повіту Куявсько-Поморського воєводства.
Населення — 174 особи (2011).
У 1975-1998 роках село належало до Влоцлавського воєводства.

## Демографія
Демографічна структура станом на 31 березня 2011 року:
|          | Загалом | Допрацездатний вік | Працездатний вік | Постпрацездатний вік |
| -------- | ------- | ------------------ | ---------------- | -------------------- |
| Чоловіки | 90      | 25                 | 55               | 10                   |
| Жінки    | 84      | 17                 | 46               | 21                   |
| Разом    | 174     | 42                 | 101              | 31                   |